# 3607-es mellékút (Magyarország)
A 3607-es számú mellékút egy bő 22 kilométeres hosszúságú, négy számjegyű mellékút Borsod-Abaúj-Zemplén vármegye középső-délkeleti részén; Gesztelytől húzódik Hernádnémetin és Körömön át Kesznyétenig.

## Nyomvonala
A 3605-ös útból ágazik ki, annak a 10+600-as kilométerszelvénye közelében, Gesztely központjában, dél felé. Attila utca néven húzódik a lakott terület széléig, amit valamivel kevesebb, mint 800 méter után ér el, ott egy körforgalmú csomópontban keresztezi a 37-es főutat, annak a 8+500-as kilométerszelvényénél, és egyúttal át is lép Hernádkak határai közé. A két település itt szinte összenőtt egymással, ezért az út a körforgalom után egyből újra belterületen folytatódik, Széchenyi István utca néven.
A 2. kilométerét elhagyva Hernádnémeti területén folytatódik, s a váltás itt sem feltűnő, mert a két utóbbi település is egyre közelebb terjeszkedik egymáshoz. Helyi neve itt Rákóczi Ferenc utca, egészen a belterület déli széléig – amit körülbelül 4,8 kilométer után ér el –, de közben, a 3+750-es kilométerszelvénye táján még egy elágazása is van: a 3608-as út ágazik ki belőle délkelet felé, Tiszalúc irányába.
Bőcs a következő települése, melynek első házait mintegy 5,7 kilométer után éri el, majd nem sokkal később kiágazik belőle kelet felé a Budapest–Sátoraljaújhely-vasútvonal Hernádnémeti-Bőcs vasútállomását kiszolgáló 36 303-as számú mellékút, ezután pedig keresztezi is a vágányokat. Állomás utca néven halad el a Borsodi Sörgyár Kft. létesítményei mellett, majd Rákóczi Ferenc utca néven éri el a település központját, ott délnyugati irányt követve. 7,8 kilométer teljesítése után beletorkollik északnyugat felől a Sajóládról induló 3609-es út, s ugyanott visszatér a déli irányhoz, a József Attila utca nevet felvéve.
8,9 kilométer után már Berzék területén húzódik, települési neve itt is Rákóczi Ferenc utca. A 11. kilométere közelében Sajóhídvég határai közé ér, e község lakott területén körülbelül a 12. és 13. kilométerei között halad át, a Táncsics Mihály utca nevet viselve. Köröm következik az utat kísérő falvak sorában, a neve itt is Rákóczi Ferenc utca, de itt két keresztezése is van: 14,6 kilométer után nyugat felől beletorkollik a Muhitól idáig húzódó 3601-es út, majd alig 200 méterrel arrébb kiágazik belőle északkeleti irányba az egészen Szerencsig vezető 3611-es út.
Körömtől már délkeleti irányt követve halad tovább az út, amikor pedig – 16,2 kilométer után – eléri Girincs határát, még keletebbi irányt vesz. E község belterületén nagyjából a 17. és 18. kilométerei között halad végig, közben nagyjából a falu közepén lehet lekanyarodni dél felé a sajószögedi komphoz. Kiscsécs a következő település, de annak lakott területeit épp csak súrolja az út észak felől, települési neve nincs is. Kesznyéten központjában ér véget, Móricz Zsigmond utca néven; körülbelül ugyanott van a Tiszalúc térségében induló 3613-as út és a Sajószöged-Sajóöröstől idáig húzódó 36 107-es számú mellékút végpontja is.
Teljes hossza, az országos közutak térképes nyilvántartását szolgáló kira.kozut.hu adatbázisa szerint 22,196 kilométer.

## Települések az út mentén
- Gesztely
- Hernádkak
- Hernádnémeti
- Bőcs
- Berzék
- Sajóhídvég
- Köröm
- Girincs
- (Kiscsécs)
- Kesznyéten